# Konz
Konz település Németországban, Rajna-vidék-Pfalz tartományban. Lakosainak száma 18 539 fő (2023. december 31.).

## Népesség
A település népességének változása:
| Lakosok száma | 13 792 | 17 923 | 18 298 | 18 348 | 18 295 | 18 403 | 18 539 |
|               | 1975   | 2010   | 2017   | 2019   | 2021   | 2022   | 2023   |